# Zero Hour
Zero Hour är en amerikansk TV-serie med dramatiseringar av uppmärksammade händelser och katastrofer. Serien sändes ursprungligen på The History Channel mellan 2004 och 2006.

## Avsnitt

### Säsong 1 (2004)
| #                                                     | Namn                         | Händelse/katastrof          |
| ----------------------------------------------------- | ---------------------------- | --------------------------- |
| 1                                                     | "Disaster at Chernobyl"      | Tjernobylolyckan            |
| 2                                                     | "The Last Hour of Flight 11" | American Airlines Flight 11 |
| 3                                                     | "Massacre at Columbine High" | Columbinemassakern          |
| Eric Harris – Ben Johnson, Dylan Klebold – Josh Young |                              |                             |
| 4                                                     | "Terror in Tokyo"            | Saringasattacken i Tokyo    |

### Säsong 2 (2005)
| # | Namn                         | Händelse/katastrof                |
| - | ---------------------------- | --------------------------------- |
| 1 | "The Bali Bombing"           | Bombdåden på Bali 2002            |
| 2 | "One of America's Own"       | Bombdådet i Oklahoma City         |
| 3 | "The Sinking of the Estonia" | Estoniakatastrofen                |
| 4 | "The King of Cocaine"        | Pablo Escobar                     |
| 5 | "Capturing Saddam"           | Operation Red Dawn                |
| 6 | "The Plot to Kill The Pope"  | Attentatet mot Johannes Paulus II |

### Säsong 3 (2006)
| # | Namn                           | Händelse/katastrof                           |
| - | ------------------------------ | -------------------------------------------- |
| 1 | "SAS Mission Impossible"       | Operation Barras                             |
| 2 | "Falling Star – Columbia"      | Columbiakatastrofen                          |
| 3 | "A Royal Massacre – Nepal"     | Massakern inom den nepalesiska kungafamiljen |
| 4 | "Hostage Rescue in Lima"       | Gisslandramat på japanska ambassaden i Lima  |
| 5 | "The North Hollywood Shootout" | Eldstriden i North Hollywood                 |
| 6 | "Shoot-Out in Marseilles"      | Kapningen av AF 8969                         |